# Irene del Valle de la Sen
Irene del Valle de la Sen (Barcelona, 1984), também conhecida como Irene la Sen, é uma poeta e música espanhola. Estudou arquitetura e arquitetura técnica, especializando-se em multimédia e 3D. Reside em Palma de Mallorca, onde co-dirigiu o Poetry Slam Mallorca durante vários anos, e fundou o Poetry Slam España juntamente com outros poetas espanhóis.
A sua dedicação como poeta e música levou-a ao panorama nacional e internacional através de festivais de artes, música e literatura como o ARTmoda 2007 e 2008 (Mallorca), o Ping! 2007 e 2008 (Mallorca), os European Poetry Slam Day´s 2009 (Berlim), Cosmopoética 2010 (Córdoba), Sos Estrela Levante 2010 (Múrcia), Semana de Poesia 2010, 2011 e 2012 (Barcelona), kósmopolis 2011 (Barcelona), Sziget' 2010 (Budapeste), Inverso 2010 (Madri), o acto de apresentação internacional do Anel Cultural Latiniamérica-Europa no CCCB de Barcelona, Poestry Slam de Luxe 2011 (Hamburgo), FÁCYL 2011 (Salamanca), Llunes d´É Baluard 2012 (Mallorca), A Casa Acendida 2012 (Madri) e encontro de Arquitecturas Colectivas 2013 e o Festival Expluart, ambos  em Vigo.

Tem publicados dois discos de poesia experimental, "Los Métodos" com Jazznoise, e o livro-disco "ElectriCal", no que recita poemas sobre clássicos da música electrónica. Também se recolheram algúnos de seus poemas na antología Na Última Quinta-feira e a revista A Carteira de Pipas. É um expoente da poesia e das formas de expressão poética, o que a levou a participar como palestrante e a realizar oficinas no Instituto de Estudos Baleares de Palma, Mesa de Jovens Mulheres Poetas (Universidade de Barcelona) e em Trabalhista Centro de Arte de Gijón. Tem exposto no Centro de Arte A Real e a Fábrica de Avilés.